# Lago Merritt
O Lago Merritt é uma grande laguna de maré localizada em Oakland, na Califórnia, a leste do centro financeiro de Oakland. É cercado por parques e bairros da cidade. É historicamente significativo como o primeiro refúgio de vida selvagem oficial dos Estados Unidos, designado em 1870, e foi listado como um Marco Histórico Nacional desde 1963 e no Registro Nacional de Lugares Históricos desde 1966.
O lago tem gramado às suas margens; várias ilhas artificiais destinadas a refúgios de pássaros; um centro de interpretação chamado Rotary Nature Center em Lakeside Park; um centro de passeios de barco onde podem ser alugados veleiros, canoas e barcos a remos e onde aulas são realizadas; e um parque de diversões com tema de conto de fadas chamado Children's Fairyland. Uma popular trilha para caminhada e corrida percorre seu perímetro. A circunferência do lago é de 5,5 km e sua área é de 63 hectares.